# Kevin Chamorro
Kevin José Chamorro Rodríguez (Liberia, 8 aprile 2000) è un calciatore costaricano, portiere del Saprissa e della nazionale costaricana.

## Statistiche

### Cronologia presenze e reti in nazionale
| Cronologia completa delle presenze e delle reti in nazionale ― Costa Rica | Cronologia completa delle presenze e delle reti in nazionale ― Costa Rica | Cronologia completa delle presenze e delle reti in nazionale ― Costa Rica | Cronologia completa delle presenze e delle reti in nazionale ― Costa Rica | Cronologia completa delle presenze e delle reti in nazionale ― Costa Rica | Cronologia completa delle presenze e delle reti in nazionale ― Costa Rica | Cronologia completa delle presenze e delle reti in nazionale ― Costa Rica | Cronologia completa delle presenze e delle reti in nazionale ― Costa Rica |
| Data                                                                      | Città                                                                     | In casa                                                                   | Risultato                                                                 | Ospiti                                                                    | Competizione                                                              | Reti                                                                      | Note                                                                      |
| ------------------------------------------------------------------------- | ------------------------------------------------------------------------- | ------------------------------------------------------------------------- | ------------------------------------------------------------------------- | ------------------------------------------------------------------------- | ------------------------------------------------------------------------- | ------------------------------------------------------------------------- | ------------------------------------------------------------------------- |
| 25-3-2023                                                                 | Fort-de-France                                                            | Martinica                                                                 | 1 – 2                                                                     | Costa Rica                                                                | CONCACAF Nations League 2022-2023 - 1º turno                              | -1                                                                        |                                                                           |
| 28-3-2023                                                                 | San José                                                                  | Costa Rica                                                                | 0 – 1                                                                     | Panama                                                                    | CONCACAF Nations League 2022-2023 - 1º turno                              | -1                                                                        |                                                                           |
| 15-6-2023                                                                 | Carson                                                                    | Costa Rica                                                                | 0 – 1                                                                     | Guatemala                                                                 | Amichevole                                                                | -1                                                                        |                                                                           |
| 20-6-2023                                                                 | Chester                                                                   | Ecuador                                                                   | 3 – 1                                                                     | Costa Rica                                                                | Amichevole                                                                | -3                                                                        |                                                                           |
| 26-6-2023                                                                 | Fort Lauderdale                                                           | Costa Rica                                                                | 1 – 2                                                                     | Panama                                                                    | Gold Cup 2023 - 1º turno                                                  | -2                                                                        |                                                                           |
| 30-6-2023                                                                 | Harrison                                                                  | El Salvador                                                               | 0 – 0                                                                     | Costa Rica                                                                | Gold Cup 2023 - 1º turno                                                  | -                                                                         |                                                                           |
| 4-7-2023                                                                  | Harrison                                                                  | Costa Rica                                                                | 6 – 4                                                                     | Martinica                                                                 | Gold Cup 2023 - 1º turno                                                  | -4                                                                        |                                                                           |
| 8-7-2023                                                                  | Arlington                                                                 | Messico                                                                   | 2 – 0                                                                     | Costa Rica                                                                | Gold Cup 2023 - Quarti di finale                                          | -2                                                                        |                                                                           |
| 16-11-2023                                                                | San José                                                                  | Costa Rica                                                                | 0 – 3                                                                     | Panama                                                                    | CONCACAF Nations League 2023-2024 - Quarti di finale                      | -3                                                                        |                                                                           |
| 20-11-2023                                                                | Panama                                                                    | Panama                                                                    | 3 – 1                                                                     | Costa Rica                                                                | CONCACAF Nations League 2023-2024 - Quarti di finale                      | -3                                                                        |                                                                           |
| 2-2-2024                                                                  | San José                                                                  | Costa Rica                                                                | 2 – 0                                                                     | El Salvador                                                               | Amichevole                                                                | -                                                                         | 78’                                                                       |
| Totale                                                                    |                                                                           | Presenze                                                                  | 11                                                                        |                                                                           | Reti                                                                      | -20                                                                       |                                                                           |

## Palmarès

### Club

#### Competizioni nazionali
- Campionato costaricano: 2

Saprissa: Apertura 2022, Clausura 2023